# Sikorsky S-16
Die Sikorsky S-16 (russisch Сикорский С-16) war ein russischer Doppeldecker und als Begleitjäger für schwere Langstreckenbomber im Ersten Weltkrieg vorgesehen.

## Entwicklung
Die Sikorsky S-16 wurden 1915 von Igor Sikorsky als Begleitjäger zu den viermotorigen Sikorsky Ilja Muromez-Bombern der russischen Fliegertruppe entwickelt.
Am 17. Dezember 1915 orderte das Kriegsministerium 18 Flugzeuge, die dem Geschwader der „Fliegenden Schiffe“ (Эскадра воздушных кораблей, ЭВК) zugeteilt werden sollten.

## Kriegseinsatz
Die S-16 wurde als erstes russisches Jagdflugzeug mit einem  synchronisierten Maschinengewehr bewaffnet. Sie erwies sich zwar als sehr wendig, war aber aufgrund des zu schwachen Motors nur noch bedingt den Frontbedingungen gewachsen; einige der Flugzeuge waren sogar nur mit einem 60 PS-Kalep-Motor und mit einem auf der oberen Tragfläche angebrachten Lewis-MG ausgerüstet. Im Winter wurden die Fahrwerksräder gegen Gleitkufen ausgetauscht.
Bis 1917 wurde eine kleine Serie an die Fliegertruppe geliefert. Einige der Flugzeuge wurden noch 1918 im Russischen Bürgerkrieg verwendet und blieben bis 1923 im Dienst.

## Technische Daten

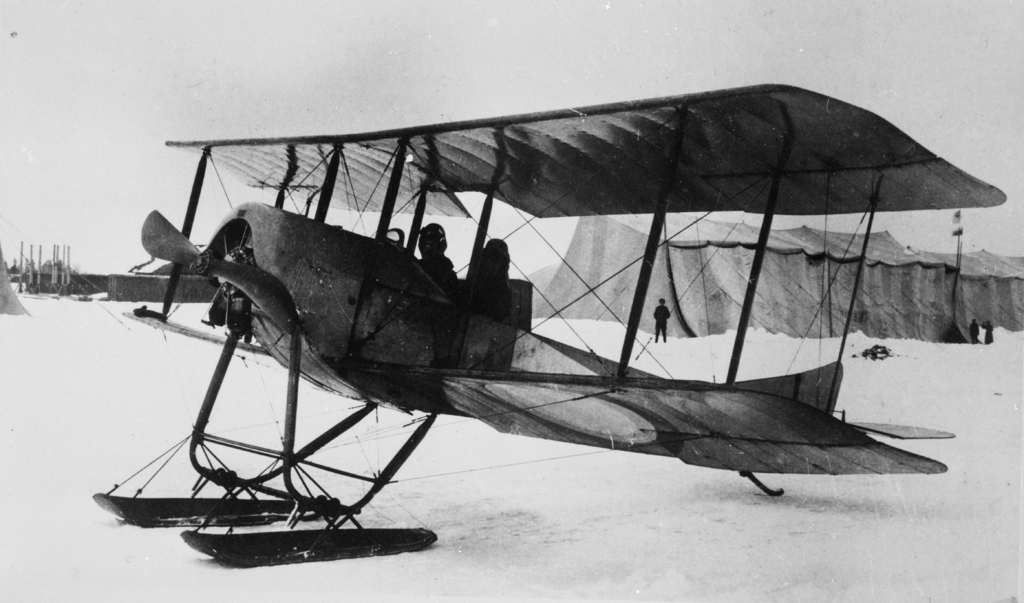
S-16 mit Skifahrwerk

| Kenngröße             | Daten                                                                                     |
| --------------------- | ----------------------------------------------------------------------------------------- |
| Einsatzzeitraum       | 1916–1923                                                                                 |
| Besatzung             | 1–2                                                                                       |
| Spannweite            | 8,40 m                                                                                    |
| Länge                 | 6,20 m                                                                                    |
| Höhe                  | 2,78 m                                                                                    |
| Flügelfläche          | 25,36 m²                                                                                  |
| Flächenbelastung      | 26,7 kg/m²                                                                                |
| Leistungsbelastung    | 8,5 kg/PS                                                                                 |
| Leermasse             | 407 kg                                                                                    |
| Startmasse            | 676 kg                                                                                    |
| Antrieb               | ein Neunzylinder-Umlaufmotor Le Rhône 9C oder Gnôme mit 80 PS (59 kW) bzw. 100 PS (74 kW) |
| Höchstgeschwindigkeit | 120 km/h                                                                                  |
| Steigzeit             | 8,0 min auf 1000 m Höhe 40 min auf 3000 m Höhe                                            |
| prakt. Gipfelhöhe     | 3500 m                                                                                    |
| Bewaffnung            | 1 Lawrow-MG, 7,7 mm                                                                       |

## Nachbauten
Ein originalgetreuer, aber nicht flugfähiger Nachbau ist im New England Air Museum in Connecticut ausgestellt.